# Ajin - Demi Human
Ajin - Demi Human (亜人?, Ajin) è un manga seinen scritto e illustrato da Gamon Sakurai. La serie è stata serializzata dal 6 luglio 2012 al 5 febbraio 2021 sulla rivista good! Afternoon. In Italia il manga è stato pubblicato da Star Comics dal 7 maggio 2015 al 10 novembre 2021. Il primo volume italiano è uscito anche in edizione limitata, allo stesso prezzo, con una cover disegnata da Giuseppe Camuncoli.
L'opera è stata adattata in una trilogia di film, il cui primo film, Shōdō, è uscito il 27 novembre 2015.
È stata annunciata una serie TV del manga per gennaio 2016, con lo stesso staff dei film e diffuso in tutto il mondo in streaming su Netflix.

## Trama
Hanno l'aspetto di esseri umani, ma non possono morire. Questi semiumani, chiamati "Ajin", sono comparsi per la prima volta 17 anni fa, su un campo di battaglia in Africa. Per le loro capacità, sono considerati una minaccia per l'umanità e ogni volta che un Ajin compare, i governi intervengono con la forza per catturarlo e farlo diventare una cavia da esperimento.
Dopo essere morto in un incidente stradale, il liceale Kei Nagai ritorna in vita, scoprendo di essere un Ajin: spaventato, confuso e braccato dalle forze armate, per il ragazzo non resta che fuggire, aiutato dall'amico Kaito. Ma interessati a Kei non ci sono solo gli umani, ma anche un gruppo di Ajin, ostili al genere umano.

## Personaggi

### Gruppo di Kei
Kei Nagai (永井 圭?, Nagai Kei)
Doppiato da: Mamoru Miyano (ed. giapponese)
Kaito (海斗?)
Doppiato da: Yoshimasa Hosoya (ed. giapponese)
Kō Nakano (中野 攻?, Nakano Kou)
Doppiato da: Jun Fukuyama (ed. giapponese)

### Ministero del Lavoro, della Salute e delle Politiche Sociali
Yū Tosaki (戸崎 優?, Tosaki Yuu)
Doppiato da: Takahiro Sakurai (ed. giapponese)
Izumi Shimomura (下村 泉?, Shimomura Izumi) / Yōko Tainaka (田井中 陽子?, Tainaka Youko)
Doppiata da: Mikako Komatsu (ed. giapponese)
Sokabe (曽我部?)
Doppiato da: Ken'ichi Suzumura (ed. giapponese)

### Ajin
Satō (佐藤?, Satou) / Samuel T. Owen (サミュエル・T・オーウェン?, Samyueru. T. Ouwen)
Doppiato da: Hōchū Ōtsuka (ed. giapponese)
Kōji Tanaka (田中 功次?, Tanaka Kouji)
Doppiato da: Daisuke Hirakawa (ed. giapponese)
Masumi Okuyama (奥山 真澄?, Okuyama Masumi)
Doppiato da: Hiroyuki Yoshino (ed. giapponese)
Takeshi Kotobuki (琴吹 武?, Kotobuki Takeshi)
Doppiato da: Sōma Saitō (ed. giapponese)
Gen (ゲン?, Gen)
Doppiato da: Taigo Fujimaki (ed. giapponese)
Takahashi (高橋?, Takahashi)
Doppiato da: Masashi Nogawa (ed. giapponese)
Shinya Nakamura (中村 慎也?, Nakamura Shin’ya)
Doppiato da: Yūki Kaji (ed. giapponese)

### Altri
Eriko Nagai (永井 慧理子?, Nagai Eriko)
Doppiata da: Aya Suzaki (ed. giapponese)
Ikuya Ogura (オグラ・イクヤ?, Ogura Ikuya)
Doppiato da: Hiroyuki Kinoshita (ed. giapponese)

## Media

### Manga
Il manga, scritto e disegnato da Gamon Sakurai in collaborazione con Tsuina Miura (quest'ultima non accreditata), è stato serializzato dal 6 luglio 2012 al 5 febbraio 2021 sulla rivista good! Afternoon edita da Kōdansha. I vari capitoli sono stati raccolti in diciassette volumi tankōbon dal 7 marzo 2013 al 7 maggio 2021.
In Italia la serie è stata pubblicata da Star Comics nella collana Point Break dal 7 maggio 2015 al 10 novembre 2021.
| Nº | Titolo italiano Giapponese 「Kanji」 - Rōmaji | Data di prima pubblicazione             | Data di prima pubblicazione                                                              |
| Nº | Titolo italiano Giapponese 「Kanji」 - Rōmaji | Giapponese                              | Italiano                                                                                 |
| 1  | Ajin - Demi Human 1 「亜人 1」 - Ajin 1 | 7 marzo 2013 ISBN 978-4-06-387868-4     | 7 maggio 2015 ISBN 978-88-6920-292-6 (ed. regolare) ISBN 978-88-6920-294-0 (ed. variant) |
| 1  | Capitoli - File:01 - Sulla scoperta e le susseguenti azioni (Hakkaku to sonogo no kōdō ni tsuite?) - File:02 - Sugli accadimenti della notte del primo giorno (１日目、深夜の事象について?, 1-Nichi-me, shinya no jishō ni tsuite) - File:03 - Sulla fuga e la minaccia (逃走と脅威について?, Tōsō to Kyōi ni Tsuite) - File:04 - Sull'interrogatorio e il complice (尋問と協力者について?, Jinmon to Kyōryoku-sha ni Tsuite) - File:05 - Sulla rivelazione e l'organizzazione (発現と組織について?, Hatsugen to Soshiki ni Tsuite) |                                         |                                                                                          |
| 2  | Ajin - Demi Human 2 「亜人 2」 - Ajin 2 | 7 giugno 2013 ISBN 978-4-06-387902-5    | 9 luglio 2015 ISBN 978-88-6920-367-1                                                     |
| 2  | Capitoli - File:06 - Ripensamento (心機一転?, Shinki Itten) - File:07 - 003 (003?) - File:08 - Blindness (Blindness?) - File:09 - Killtacular (キルタキュラー?, Kirutakyurā) - File:00 - Il caso di Shin'ya Nakamura (中村慎也事件?, Nakamura Shin’ya jiken) |                                         |                                                                                          |
| 3  | Ajin - Demi Human 3 「亜人 3」 - Ajin 3 | 7 novembre 2013 ISBN 978-4-06-387934-6  | 12 settembre 2015 ISBN 978-88-6920-452-4                                                 |
| 3  | Capitoli - File:10 - Il vero Kei Nagai (1) (本当の永井 圭1?, Hontō no Nagai Kei 1) - File:11 - Il vero Kei Nagai (2) (本当の永井 圭2?, Hontō no Nagai Kei 2) - File:12 - Il vero Kei Nagai (3) (本当の永井 圭3?, Hontō no Nagai Kei 3) - File:13 - Piano A (作戦A?, Sakusen A) - File:14 - Dietro il palcoscenico (舞台裏?, Butaiura) |                                         |                                                                                          |
| 4  | Ajin - Demi Human 4 「亜人 4」 - Ajin 4 | 7 marzo 2014 ISBN 978-4-06-387972-8     | 11 novembre 2015 ISBN 978-88-6920-567-5                                                  |
| 4  | Capitoli - File:15 - Fighter (ファイター?, Faitā) - File:16 - Fuggitivo (逃亡者?, Tōbō-sha) - File:17 - Double team (ダブルチーム?, Daburu Chīmu) - File:18 - Fringe (フリンジ?, Furinji) - File:19 - Facciamolo in grande stile! (派手に行こうぜ！?, Hade ni ikōze!) |                                         |                                                                                          |
| 5  | Ajin - Demi Human 5 「亜人 5」 - Ajin 5 | 7 novembre 2014 ISBN 978-4-06-388007-6  | 13 gennaio 2016 ISBN 978-88-6920-637-5                                                   |
| 5  | Capitoli - File:20 - Sucker Punch (サッカーパンチ?, Sakkā Panchi) - File:21 - Battlefield Bad Company (バトルフィールド バッドカンパニー?, Batorufīrudo Baddo Kanpanī) - File:22 - Ajin (亜人?, Ajin) - File:23 - Il prescelto (選ばれた男?, Erabareta Otoko) - File:24 - Come with me!! (Come with Me!!?) |                                         |                                                                                          |
| 6  | Ajin - Demi Human 6 「亜人 6」 - Ajin 6 | 5 giugno 2015 ISBN 978-4-06-388067-0    | 9 marzo 2016 ISBN 978-88-6920-861-4                                                      |
| 6  | Capitoli - File:25 - Il primo giorno (初日?, Shonichi) - File:26 - Genius...?! (Genius...?!?) - File:27 - Izumi Shimomura (下村 泉?, Shimomura Izumi) - File:28 - Muri (壁?, Kabe) |                                         |                                                                                          |
| 7  | Ajin - Demi Human 7 「亜人 7」 - Ajin 7 | 6 novembre 2015 ISBN 978-4-06-388098-4  | 8 giugno 2016 ISBN 978-88-226-0042-4                                                     |
| 7  | Capitoli - File:29 - Listen! (Listen!?) - File:30 - Call of duty (Call of duty?) - File:31 - Don't say "lazy" (Don't say "lazy"?) - File:32 - Inizio dell'attacco (攻撃開始?, Kōgeki kaishi) - File:33 - Invincibili (無敵?, Muteki) |                                         |                                                                                          |
| 8  | Ajin - Demi Human 8 「亜人 8」 - Ajin 8 | 6 maggio 2016 ISBN 978-4-06-388137-0    | 12 ottobre 2016 ISBN 978-88-226-0326-5                                                   |
| 8  | Capitoli - File:34 - Splinter cell (スプリンターセル?, Supurintā Seru) - File:35 - The man trap (The Man Trap?) - File:36 - Doom (Doom?) - File:37 - Shadowrun (シャドウラン?, Shadōran) - File:38 - Battlefield hardline (バトルフィールドハードライン?, Batorufīrudo Hādorain) |                                         |                                                                                          |
| 9  | Ajin - Demi Human 9 「亜人 9」 - Ajin 9 | 7 ottobre 2016 ISBN 978-4-06-388189-9   | 10 maggio 2017 ISBN 978-88-226-0487-3                                                    |
| 9  | Capitoli - File:39 - Battlefield hardline (2) (バトルフィールドハードライン 2?, Batorufīrudo Hādorain 2) - File:40 - Battlefield hardline (3) (バトルフィールドハードライン 3?, Batorufīrudo Hādorain 3) - File:41 - Dopo la festa (祭りのあと?, Matsuri no Ato) - File:42 - Hirasawa (平沢?, Hirasawa) - File:43 - Litigio (ケンカ?, Kenka) |                                         |                                                                                          |
| 10 | Ajin - Demi Human 10 「亜人 10」 - Ajin 10 | 7 aprile 2017 ISBN 978-4-06-388248-3    | 11 ottobre 2017 ISBN 978-88-226-0730-0                                                   |
| 10 | Capitoli - File:44 - Parentele (血筋?, Chisuji) - File:45 - U & I (U & I?) - File:46 - Buongiorno, a domani! (おはよう、またあした?, Ohayō, mata ashita) - File:47 - Call of Duty: Infinite Warfare (Call of Duty: Infinite Warfare?) - File:48 - Cani bastonati (負け犬共?, Makeinu domo) |                                         |                                                                                          |
| 11 | Ajin - Demi Human 11 「亜人 11」 - Ajin 11 | 7 settembre 2017 ISBN 978-4-06-388285-8 | 11 luglio 2018 ISBN 978-88-226-0941-0                                                    |
| 11 | Capitoli - File:49 - Steep Road (スティープ ロード?, Sutīpu Rōdo) - File:50 - Il luogo dell'incontro (約束の地?, Yakusoku no chi) - File:51 - Fury (Fury?) - File:52 - When Where Who (When, Where, Who?) - File:53 - Conviction (コンヴィクション?, Konvikushon) |                                         |                                                                                          |
| 12 | Ajin - Demi Human 12 「亜人 12」 - Ajin 12 | 7 maggio 2018 ISBN 978-4-06-511462-9    | 12 dicembre 2018 ISBN 978-88-226-1198-7                                                  |
| 12 | Capitoli - File:54 - Bene superiore (大義?, Taigi) - File:55 - Paradiso (パラダイス?, Paradaisu) - File:56 - Rolling star (Rolling Star?) - File:57 - Oltre la logica (論理を越えて?, Ronri wo koete) |                                         |                                                                                          |
| 13 | Ajin - Demi Human 13 「亜人 13」 - Ajin 13 | 7 novembre 2018 ISBN 978-4-06-513444-3  | 12 giugno 2019 ISBN 978-88-226-1407-0                                                    |
| 13 | Capitoli - File:58 - Everything that has a begining has an end (Everything that has a beginning has an end?) - File:59 - H-Hour (H-Hour?) - File:60 - D-Day (D-day?) - File:61 - ADGP (ADGp?) - File:62 - Trash Mobs (Trash mob?) |                                         |                                                                                          |
| 14 | Ajin - Demi Human 14 「亜人 14」 - Ajin 14 | 7 giugno 2019 ISBN 978-4-06-516045-9    | 12 febbraio 2020 ISBN 978-88-226-1698-2                                                  |
| 14 | Capitoli - File:63 - Strike back (Strike Back?) - File:64 - Lui (それは?, Soreha) - File:65 - Il momento dello scontro (対立の時?, Tairitsu no toki) - File:66 - Dead heat (平等に?, Byōdō ni) - File:67 - Vittoria (勝利?, Shōri) |                                         |                                                                                          |
| 15 | Ajin - Demi Human 15 「亜人 15」 - Ajin 15 | 7 novembre 2019 ISBN 978-4-06-517509-5  | 11 novembre 2020 ISBN 978-88-226-2004-0                                                  |
| 15 | Capitoli - File:68 - Azzeramento - File:69 - Kaito - File:70 - Dedica - File:71 - Riflessione - File:72 - Limite - File:73 - Il peggio |                                         |                                                                                          |
| 16 | Ajin - Demi Human 16 「亜人 16」 - Ajin 16 | 7 maggio 2020 ISBN 978-4-06-519476-8    | 7 luglio 2021 ISBN 978-88-226-2400-0                                                     |
| 16 | Capitoli - File:74 - Flood - File:75 - Volo verso l'ignoto - File:76 - Diehards - File:77 - Inno - File:78 - Final run |                                         |                                                                                          |
| 17 | Ajin - Demi Human 17 「亜人 17」 - Ajin 17 | 7 maggio 2021 ISBN 978-4-06-522989-7    | 10 novembre 2021 ISBN 978-88-226-2722-3                                                  |
| 17 | Capitoli - File:79 - File:80 - The one - File:81 - In ogni caso - File:82 - Alla fine del viaggio - Capitolo finale - Finché continua... |                                         |                                                                                          |

### Anime
Una serie anime di 13 episodi, prodotta da Polygon Pictures, è iniziata a gennaio e terminata ad aprile 2016. Le sigle di apertura e chiusura sono rispettivamente "Yoru wa Nemureru kai? (夜は眠れるかい？)" dei Flumpool e "HOW CLOSE YOU ARE" di Mamoru Miyano.
È stata successivamente pubblicata una seconda stagione, sempre da 13 episodi, in streaming su Netflix.

#### Episodi
| N° episodio nelle serie       | N° episodio nella stagione | Titolo italiano Giapponese 「Kanji」 - Rōmaji | In onda          | In onda |
| N° episodio nelle serie       | N° episodio nella stagione | Titolo italiano Giapponese 「Kanji」 - Rōmaji | Giapponese       |         |
| Prima stagione (13 episodi)   |                            | |                  |         |
| 01                            | 01                         | Noi non c'entriamo niente con quel genere di cosa 「僕らには関係ない話」 - Bokura ni wa kankeinai hanashi                                                                   | 16 gennaio 2016  |         |
| 01                            | 01                         | Dopo aver scoperto di essere un Ajin, ovvero un immortale, Kei Nagai capisce che verrà perseguitato e si rivolge all'unica persona di cui si può fidare.                    |                  |         |
| 02                            | 02                         | Perché sta succedendo? Perché io? 「何でこんなことになったんだ。僕は悪くないのに」 - Nande kon'na kotoni natta nda. Boku wa warukunainoni                                   | 23 gennaio 2016  |         |
| 02                            | 02                         | Mentre Tosaki si occupa delle operazioni di ricerca del nuovo Ajin per il governo, Kei e Kaito vengono attaccati da teppisti in cerca del denaro della ricompensa.          |                  |         |
| 03                            | 03                         | Forse questa è la fine? 「もうダメじゃないかな?」 - Mō dame janai ka na? | 30 gennaio 2016  |         |
| 03                            | 03                         | Dopo essere stato spinto fuori strada da un motociclista, Kei comincia ad abituarsi ai suoi poteri da Ajin. Izumi chiede alla sorella di Kei informazioni sul suo passato.  |                  |         |
| 04                            | 04                         | Hai mai visto un fantasma nero? 「君は黒い幽霊を見たことがあるか?」 - Kimi wa Kuroi Yuurei o Mita Koto ga Aruka?                                                            | 6 febbraio 2016  |         |
| 04                            | 04                         | Izumi affronta lo spettro incontrato nella stanza d'ospedale di Eriko. Dopo essersi separato da Kaito, Kei riceve un misterioso invito.                                     |                  |         |
| 05                            | 05                         | Ma alla fine pretendi che tutti ti aiutino. Sei il peggior tipo di spazzatura! 「いざとなったら助けを求める最低なクズ」 - Iza to Nattara Tasuke o Motomeru Saitei na Kuzu   | 6 febbraio 2016  |         |
| 05                            | 05                         | Mentre Kei subisce brutali esperimenti in un laboratorio governativo, Tanaka lo esorta a scatenare il suo lato oscuro. Intanto, Sato organizza una missione di salvataggio. |                  |         |
| 06                            | 06                         | Ora uccido anche te 「君もブチ殺してやる」 - Kimi mo Buchikoroshite Yaru | 20 febbraio 2016 |         |
| 06                            | 06                         | Sato comincia a massacrare gli impiegati del laboratorio e Kei interviene per fermarlo, scoprendo che gli Ajin hanno un punto debole.                                       |                  |         |
| 07                            | 07                         | Giuro che insabbierò tutta questa storia 「そして必ず隠蔽する」 - Soshite Kanarazu Inpei Suru                                                                               | 27 febbraio 2016 |         |
| 07                            | 07                         | Tosaki rischia di perdere il lavoro e ricorre a misure estreme per scoprire di più sugli Ajin. Sato attira l'attenzione pubblica per mettere in pratica un nuovo piano.     |                  |         |
| 08                            | 08                         | Tenetevi forte 「衝戟に備えろ」 - Shōgeki ni Sonaero | 5 marzo 2016     |         |
| 08                            | 08                         | Quando Sato svela il suo raccapricciante piano, un giovane Ajin di nome Ko riesce a sfuggirgli. Kei si rifugia in un paesino rurale e si esercita a evocare il suo spettro. |                  |         |
| 09                            | 09                         | Aspetta, parliamone di nuovo 「待て、もう一度話し合おう」 - Mate, Mōichido Hanashiaō                                                                                        | 12 marzo 2016    |         |
| 09                            | 09                         | Mentre Sato prepara i suoi attacchi, Ko raggiunge il nascondiglio di Kei e gli chiede aiuto. Tosaki riceve una visita inaspettata.                                          |                  |         |
| 10                            | 10                         | Iniziano a decomporsi non appena sono creati 「発生と同時に崩壊が始まっている」 - Hassei to Dōji ni Hōkai ga Hajimatte iru                                                  | 19 marzo 2016    |         |
| 10                            | 10                         | Tosaki scopre nuovi dettagli sugli spettri neri. Intanto, i vicini della signora Yamanaka cominciano a sospettare di Kei, mentre Sato ultima il suo piano.                  |                  |         |
| 11                            | 11                         | Diamoci da fare 「さあ、ショウタイムだ」 - Sā, show time da | 26 marzo 2016    |         |
| 11                            | 11                         | Il giorno degli attacchi, una scena scioccante si svolge in città e Sato si prepara a un confronto con la Squadra Speciale d'Assalto (SSA).                                 |                  |         |
| 12                            | 12                         | Phew! Sono distrutto 「いやあ、疲れたね」 - Iyaa, Tsukareta ne | 2 aprile 2016    |         |
| 12                            | 12                         | L'intero Paese sta assistendo dal vivo a un nuovo tentativo di Tosaki per fermare Sato. Al villaggio, la copertura di Kei salta.                                            |                  |         |
| 13                            | 13                         | Sato, è tutta colpa tua! 「佐藤さん、あんたのせいでメチャクチャだ」 - Satō-san, Anta no Sei de Mechakuchada                                                                 | 9 aprile 2016    |         |
| 13                            | 13                         | Accerchiato dalla polizia, Kei evoca lo spettro e tenta disperatamente di fuggire con Ko. Intanto, Sato annuncia una nuova ondata di attacchi contro il Giappone.           |                  |         |
| Seconda stagione (13 episodi) |                            | |                  |         |
| 14                            | 01                         | Mi sto stancando di questa storia 「なんかめんどくさくなってきた」 - Nanka Mendokusaku Natte Kita                                                                           | 8 ottobre 2016   |         |
| 14                            | 01                         | Sato dà il via alla sua "seconda onda" e pianifica l'eliminazione di 15 persone. Kei e Ko capiscono di avere bisogno di un aiuto esterno e fanno una proposta di alleanza.  |                  |         |
| 15                            | 02                         | Sono circondato da idioti 「どいつもこいつもバカばっかりだ」 - Doitsu Mo Koitsu Mo Baka Bakkari Da                                                                          | 15 ottobre 2016  |         |
| 15                            | 02                         | Ormai inseriti nella squadra di Tosaki, Kei e Ko incontrano qualcuno che credevano morto. Sato si traveste per intraprendere un volo fatale.                                |                  |         |
| 16                            | 03                         | Ma io ho sempre paura 「俺はいつだって怖い」 - Ore Wa Itsu Datte Kowai | 22 ottobre 2016  |         |
| 16                            | 03                         | Tosaki studia un piano per catturare Sato, ma Kei si sente come un pesce fuor d'acqua nella squadra. Intanto, Sato passa alla seconda vittima designata.                    |                  |         |
| 17                            | 04                         | Mi fanno vomitare 「反吐が出ますね」 - Hedo Ga Demasu Ne | 29 ottobre 2016  |         |
| 17                            | 04                         | Il Dipartimento della Difesa americano arriva in visita. Kaito, ancora detenuto, difende il suo nuovo compagno di cella Takeshi, preso di mira da alcuni delinquenti.       |                  |         |
| 18                            | 05                         | Kuro, ti prego... 「クロちゃん、お願い」 - Kuro-chan, Onegai | 5 novembre 2016  |         |
| 18                            | 05                         | Almeida e Myers interrogano Tosaki, ma dubitano della sua sincerità. La prossima vittima designata di Sato è il ministro e la squadra si prepara ad agire.                  |                  |         |
| 19                            | 06                         | Dev'essere dura fare il cagnolino 「飼い犬は大変だな」 - Kaiinu Wa Taihenda Na                                                                                              | 12 novembre 2016 |         |
| 19                            | 06                         | La cattura di Tosaki modifica i piani dei membri superstiti della squadra. Il legame tra Izumi e il giovane viene svelato da un flashback.                                  |                  |         |
| 20                            | 07                         | Kuro, solo un'altra volta, ti prego! 「クロちゃん、もう一度だけ」 - Kuro-chan, Mōichido Dake                                                                                | 19 novembre 2016 |         |
| 20                            | 07                         | Kei e la squadra cercano di impedire che la macchina di Almeida si rifugi nell'ambasciata americana. Intanto, Sato si prepara a mietere la vittima successiva.              |                  |         |
| 21                            | 08                         | Questo paese sarà un po' instabile 「この国ちょっと大変なことになるから」 - Kono Kuni Chotto Taihen na Koto ni Naru Kara                                                    | 26 novembre 2016 |         |
| 21                            | 08                         | Kei coglie l'ultima opportunità per trovare Sato, ma deve chiedere un favore scomodo a Tosaki. Sato, intanto, prepara un'arma segreta.                                      |                  |         |
| 22                            | 09                         | Lei mi ha rovinato la vita! 「邪魔してるのはあんたの方だろ」 - Jama shiteru no wa anta no hō daro                                                                           | 3 dicembre 2016  |         |
| 22                            | 09                         | Le forze speciali anti-ajin prendono il sopravvento, ma Sato cambia il corso degli eventi. Kei e la squadra si dedicano agli ultimi preparativi.                            |                  |         |
| 23                            | 10                         | Non lo farò 「僕はやりませんよ」 - Boku wa yarimasen yo | 10 dicembre 2016 |         |
| 23                            | 10                         | Assumendosi la responsabilità del fallimento del piano, Kei abbandona la squadra. Armato fino ai denti, Sato dà inizio alla terza ondata, invadendo una base militare.      |                  |         |
| 24                            | 11                         | Di questo passo ci sarà davvero una guerra! 「これじゃホントに戦争じゃないすか」 - Kore ja honto ni sensou ja nai suka                                                      | 17 dicembre 2016 |         |
| 24                            | 11                         | L’esercito americano viene convocato quando le trattative di Sato con il governo s'interrompono. Le tensioni interne al gruppo di Ajin hanno conseguenze negative.          |                  |         |
| 25                            | 12                         | Ma questo rende la cosa interessante, quindi va bene così 「でもまあ、面白そうだからいいけどね」 - Demo mā, omoshiro-sōdakara īkedo ne                                      | 17 dicembre 2016 |         |
| 25                            | 12                         | L'esercito americano avanza, ma Sato è in vantaggio. Kei torna a far parte della squadra e Okuyama avvicina Tosaki con una proposta.                                        |                  |         |
| 26                            | 13                         | Ti farò una promessa anch'io, Sig. Sato 「僕も約束しますよ、佐藤さん」 - Boku mo Yakusoku Shimasu yo, Satō-san                                                              | 24 dicembre 2016 |         |
| 26                            | 13                         | Benché colto di sorpresa, Sato ha ancora un asso nella manica. Comincia a eliminare i membri della squadra uno dopo l'altro e solo Kei può fermarlo.                        |                  |         |

#### OAV
Tre OAV sono stati pubblicati dal 6 maggio 2016 al 7 aprile 2017.
| Nº | Titolo italiano Giapponese 「Kanji」 - Rōmaji | Prima edizione | Prima edizione |
| Nº | Titolo italiano Giapponese 「Kanji」 - Rōmaji | Giapponese     |                |
| 1  | L'incidente di Shinya Nakamura 「中村慎也事件」 - Nakamura Shinya Jiken | 6 maggio 2016  |                |
| 1  | L'episodio è ambientato prima dell'inizio della serie. Mentre è in ritardo per partecipare a una festa, Shinya Nakamura muore in un incidente in moto, ma si riprende e scopre di essere un Ajin. Dopo aver nascosto le prove della sua morte, Shinya viene quasi investita di nuovo e viene salvata da Yusuke. Proprio mentre Shinya stava per confessare a Yusuke di essere un Ajin, arrivano degli uomini del Comitato di gestione di Ajin per catturarla sparando a Yusuke.                                                                            |                |                |
| 2  | Inn segreto / Den segreto 「隠れ家の旅館 / 秘密のアジト」 - Kakureya no Ryokan / Himitsu no Ajito | 7 ottobre 2016 |                |
| 2  | Racconti umoristici dal punto di vista di Sato e Tanaka (due racconti), Izumi e Tosaki (un racconto) e Ko e Kei (un racconto). |                |                |
| 3  | Satō:ZERO 「佐藤:ゼロ」 - Satō:Zero | 7 aprile 2017  |                |
| 3  | L'episodio è ambientato subito dopo la scena del prologo dell'episodio 1. Una squadra di marines statunitensi è incuriosita dell'apparente immortalità del loro obiettivo. In particolare Fox, sembra particolarmente interessato alle possibilità di possedere tale capacità, per poter eseguire attentati terroristici senza rischiare la vita, come se fosse un gioco. In seguito, dopo essere stato congedato dai marines, Fox (che in realtà è Sato) scopre di essere un Ajin dopo essere stato attaccato da aggressori sconosciuti ed averli uccisi. |                |                |

## Accoglienza
Il sito giapponese Comic Natalie ha assegnato alla serie il terzo posto nel suo sondaggio sui migliori manga del 2013. Il terzo volume si è classificato al sesto posto nella classifica dei manga di Oricon nella settima d'uscita. In un sondaggio di 400 manga della guida Kono manga ga sugoi!, la serie è arrivata al 3º posto nella lista dei 20 migliori manga per lettori di sesso maschile. A dicembre 2015, il manga ha venduto più di 4 milioni di copie.
La serie manga è stata nominata all'ottavo Manga Taishō, per il 38º Premio Kodansha per i manga e nel 18º Premio culturale Osamu Tezuka.